# Trò chơi dạng dịch vụ
Trò chơi dạng dịch vụ (gọi ngắn là trò chơi dịch vụ) hay Game as a service (GaaS) là việc cung cấp trò chơi điện tử hoặc nội dung trò chơi theo mô hình doanh thu liên tục, tương tự như phần mềm dạng dịch vụ. Trò chơi theo hình thức dịch vụ là cách để tạo thu nhập từ trò chơi điện tử sau khi chúng được bán ra lần đầu hoặc để hỗ trợ cho mô hình chơi miễn phí. Các trò chơi được phát hành theo mô hình GaaS thường nhận được một luồng nội dung mới kiếm tiền dài hạn hoặc vô thời hạn theo thời gian để khuyến khích người chơi tiếp tục trả tiền để hỗ trợ trò chơi. Điều này thường dẫn đến việc các trò chơi hoạt động theo mô hình GaaS được gọi là "trò chơi sống" (living game), "trò chơi trực tiếp" (live game) hoặc "trò chơi dịch vụ trực tiếp" (live service game) vì chúng thường thay đổi liên tục với các bản cập nhật này.

## Lịch sử và mô hình
Ý tưởng về trò chơi theo hình thức như một dịch vụ bắt đầu từ khi các trò chơi trực tuyến nhiều người chơi (MMO) như World of Warcraft được giới thiệu, nơi mô hình đăng ký của trò chơi đảm bảo thu nhập liên tục cho nhà phát triển và nhà xuất bản để tạo nội dung mới. Theo thời gian, các hình thức cung cấp doanh thu GaaS tiếp tục mới đã xuất hiện. Một tác động đáng kể đến việc sử dụng GaaS là do sự phát triển của các trò chơi trên thiết bị di động thường bao gồm yếu tố xã hội, chẳng hạn như người chơi chơi hoặc cạnh tranh với bạn bè và người chơi muốn mua vào GaaS để tiếp tục chơi với bạn bè.
Nhà xuất bản Trung Quốc Tencent là một trong những công ty đầu tiên nhảy vào lĩnh vực này vào khoảng năm 2007 và 2008, thiết lập một số cách khác nhau để kiếm tiền từ sản phẩm của họ dưới dạng dịch vụ cho người chơi Trung Quốc thường chơi trên điện thoại hoặc tại quán cà phê internet thay vì trên các máy tay cầm hoặc máy tính, và kể từ đó họ đã trở thành nhà phát hành trò chơi điện tử lớn nhất thế giới về doanh thu. Một trò chơi có ảnh hưởng khác cũng đã giúp định hình cho trò chơi dưới dạng dịch vụ là Team Fortress 2. Để ngăn chặn nguy cơ lượng người chơi đang dần bị thu hẹp, Valve đã phát hành bản cập nhật đầu tiên trong số một số bản cập nhật miễn phí vào năm 2008, "Bản cập nhật Gold Rush" có vũ khí mới và skin vật phẩm có thể được mở khóa thông qua thành tựu đạt được trong trò chơi. Các bản cập nhật tiếp theo đã thêm vào các vũ khí tương tự bao gồm các tùy chọn kinh doanh, chẳng hạn như mua chìa khóa ảo để mở các hộp quà trong trò chơi. Valve đã kiếm đủ từ các khoản doanh thu này để chuyển Team Fortress 2 thành một tựa game miễn phí. Valve đã áp dụng nguyên tắc này cho Counter-Strike: Global Offensive và Dota 2 ― trò chơi cạnh tranh với Liên minh huyền thoại của Riot Games. Liên minh huyền thoại, vốn đã có sẵn mô hình giao dịch vi mô (microtransaction), làm bàn đạp thúc đẩy liên tục tạo ra những nội dung mới một cách thường xuyên hơn (trong trường hợp này là phát hành một anh hùng mới mỗi tuần trong vài năm liên tiếp) để cạnh tranh, tạo ra khái mới niệm trong phong cách làm game điển hình như Destiny và Tom Clancy's The Division.
Một số ví dụ bao gồm:
Gói đăng ký trò chơi
- Nhiều trò chơi trực tuyến đa người chơi (MMO) sử dụng mô hình đăng ký hàng tháng. Doanh thu từ các đăng ký này trả cho các máy chủ được sử dụng để chạy trò chơi, những người quản lý và giám sát trò chơi hàng ngày cũng như giới thiệu nội dung mới vào trò chơi. Một số trò chơi MMO cung cấp thời gian chơi ban đầu cho phép người chơi chơi thử trò chơi trong một khoảng thời gian giới hạn hoặc cho đến khi nhân vật của họ đạt đến cấp độ kinh nghiệm giới hạn nhất định, sau đó họ phải trả tiền để tiếp tục chơi.

Dịch vụ đăng ký trò chơi
- Các dịch vụ đăng ký như EA Play và Xbox Game Pass cấp cho người đăng ký quyền truy cập hoàn toàn vào thư viện lớn các trò chơi được phát hành dưới dạng kỹ thuật số mà không có giới hạn. Người dùng cần tải các trò chơi này về máy tính cục bộ hoặc máy chơi game của họ để chơi. Tuy nhiên, người dùng phải duy trì gói đăng ký để chơi các trò chơi này; các trò chơi được bảo vệ bởi công nghệ quản lý quyền kỹ thuật số yêu cầu phải có tài khoản đang hoạt động để chơi. Các trò chơi mới thường được thêm vào dịch vụ và trong một số trường hợp, các trò chơi có thể rời khỏi dịch vụ, sau đó người đăng ký sẽ không thể chơi được tựa game đó. Những dịch vụ này có thể cho phép khả năng mua các tựa game này để sở hữu và chơi mà không cần dịch vụ đăng ký.

Chơi game trên đám mây / chơi game theo yêu cầu
- Các dịch vụ như PlayStation Now, Stadia hoặc GameFly cho phép người chơi chơi trò chơi chạy trên máy chủ từ xa trên thiết bị cục bộ, loại bỏ nhu cầu về phần cứng trên máy chơi game chuyên dụng hoặc máy tính cá nhân mạnh mẽ, ngoại trừ băng thông cần thiết cho kết nối Internet. Những dịch vụ này hoạt động tương tự như các dịch vụ trò chơi, trong đó thư viện các tựa game có sẵn có thể được thêm hoặc loại bỏ theo thời gian, phụ thuộc vào dịch vụ.

Microtransactions (Giao dịch vi mô)
- Microtransactions là các giao dịch mua trong game có chi phí thấp, so với giá của một trò chơi đầy đủ hoặc bản mở rộng lớn, cung cấp một số dạng nội dung bổ sung cho người mua. Loại nội dung có thể đa dạng với nội dung có thể tải xuống ví dụ như bản đồ và cấp độ mới cho trò chơi nhiều người chơi; vật phẩm, vũ khí, phương tiện, quần áo hoặc thiết bị mới cho nhân vật của người chơi; sức mạnh và các hiệu ứng tạm thời; tiền tệ trong trò chơi và các yếu tố như hộp chiến lợi phẩm cung cấp nhiều loại vật phẩm và phần thưởng ngẫu nhiên. Người chơi không nhất thiết phải mua những vật phẩm này bằng tiền thật để có được chúng. Tuy nhiên, thiết kế và phương tiện tài chính của một trò chơi mà nhắm mục tiêu cung cấp dịch vụ liên tục được định hướng để đảm bảo rằng một phần nhỏ người chơi sẽ nhận được nội dung này ngay lập tức khi mua thay vì cày cuốc trò chơi trong một thời gian dài để có được nội dung đó. Những "cá voi" chọn lọc này cung cấp đủ doanh thu để hỗ trợ phát triển thêm nội dung mới. Cách tiếp cận này thường là cách các trò chơi miễn phí như Puzzle & Dragons, Candy Crush Saga và Liên minh huyền thoại hỗ trợ sự phát triển không ngừng của chúng, cũng như được sử dụng trên các trò chơi tính phí như Grand Theft Auto Online.

Season pass (Thẻ mùa)
- Các trò chơi với season pass cung cấp một hoặc nhiều bản cập nhật nội dung lớn trong khoảng một năm hoặc một "mùa" theo thuật ngữ này. Người chơi phải mua season pass để truy cập nội dung mới có trong đó; trò chơi vẫn có thể chơi được nếu người chơi không mua season pass và nhận được những lợi ích từ những cải tiến cốt lõi của trò chơi, nhưng họ không thể truy cập bản đồ, vũ khí, nhiệm vụ, chế độ trò chơi hoặc các yếu tố chơi trò chơi khác mà không có trong season pass. Các trò chơi như Destiny và các phần tiếp theo của nó và Anno 1800 sử dụng phương pháp season pass này. Một khái niệm liên quan là battle pass (thẻ nhiệm vụ) cung cấp các tùy chọn tùy chỉnh mới mà người chơi có thể kiếm được bằng cách hoàn thành các thử thách trong trò chơi, nhưng chỉ khi họ đã mua battle pass; nội dung trên battle pass thường chỉ có thể đạt được trong một thời gian giới hạn. Battle Pass có trong các trò chơi như Dota 2, Rocket League, Tom Clancy's Rainbow Six Siege và Fortnite Battle Royale.

Trò chơi blockchain
- Trò chơi sử dụng công nghệ dựa trên chiến lược blockchain, có thể bao gồm tiền điện tử và các token không thể thay thế (NFT). Khác với việc mua hàng qua các giao dịch nhỏ trong đó người chơi có thể mua nhưng thường không thể giao dịch các mặt hàng với người chơi khác, trò chơi blockchain khuyến khích người chơi tạo ra giá trị với các mặt hàng blockchain từ việc giao dịch và bán chúng nhưng đổi lại thường là nhà phát triển hoặc nhà xuất bản thu một khoản phí nhỏ cho mỗi giao dịch. Vì các mặt hàng blockchain đảm bảo cho một chủ sở hữu duy nhất, điều này có thể dẫn đến các mặt hàng bán chạy do người mua đầu cơ. Kể từ năm 2021, trò chơi blockchain vẫn chưa bắt kịp do những định kiến liên quan đến tiền điện tử và NFT nhưng các nhà xuất bản lớn đã thể hiện sự quan tâm đến việc khám phá các tính năng của blockchain.[5] Một số trò chơi blockchain đáng chú ý bao gồm CryptoKitties và Axie Infinity.

Trò chơi có thể kết hợp một hoặc nhiều hình thức này. Một ví dụ phổ biến là các trò chơi liên quan đến hình thức này thường cung cấp nội dung luân phiên hàng ngày, thường thưởng cho người chơi bằng tiền ảo trong trò chơi để mua các vật phẩm mới (có thể mua bằng tiền trong thế giới thực) và được mở rộng bằng các bản cập nhật cho toàn bộ trò chơi. Ví dụ về các trò chơi cuộc sống như vậy bao gồm Destiny, Destiny 2 và nhiều game MMORPG như World of Warcraft.

## Nguyên nhân
Lý do chính mà nhiều nhà phát triển và nhà xuất bản đã áp dụng GaaS là về tài chính, nó mang lại cho họ khả năng thu được nhiều doanh thu hơn từ thị trường so với một tựa game phát hành duy nhất (còn được gọi là "trò chơi dưới dạng sản phẩm"). Mặc dù không phải tất cả người chơi đều sẵn sàng chi thêm tiền để có được nội dung mới, nhưng có thể có đủ nhu cầu từ một nhóm người chơi nhỏ hơn để hỗ trợ mô hình dịch vụ. Ví dụ: đối với World of Warcraft, người ta ước tính dựa trên doanh thu trung bình trên mỗi người chơi (ARPU), chỉ 5% lượng người chơi trả gấp 20 lần so với ARPU cơ bản, nhưng đủ để tiếp tục phát triển trò chơi. GaaS còn là cách để các trò chơi cải thiện danh tiếng của họ với giới phê bình và người chơi thông qua việc cải tiến liên tục, sử dụng doanh thu kiếm được từ việc tạo thu nhập từ GaaS để hỗ trợ việc phát triển liên tục và thu hút người mua mới cho sản phẩm. Các tựa game như Diablo III và Tom Clancy's Rainbow Six Siege là những ví dụ về trò chơi cung cấp GaaS ban đầu được ra mắt với sự đón nhận không mấy nồng nhiệt nhưng đã được cải thiện nhờ các cải tiến dịch vụ liên tục.
Mô hình GaaS cũng có tác động đến quá trình phát triển chúng. Khi phát triển một trò chơi dưới dạng một sản phẩm, thường có một luồng công việc tuyến tính để đảm bảo rằng sản phẩm được phát hành không có lỗi phần mềm và các vấn đề khác có thể tồn tại, điều này có thể tốn nhiều thời gian và chi phí để kiểm tra.  Nếu có các lỗi nghiêm trọng được tìm thấy sau khi phát hành, việc phát triển, thử nghiệm và phân phối các bản cập nhật để khắc phục cũng có thể tốn kém. Nhưng khi phát triển trò chơi dưới dạng dịch vụ, nơi mà kỳ vọng của người chơi là mong đợi các bản cập nhật liên tục cho trò chơi, thì sự nghiêm ngặt về kiểm tra phần mềm trong giai đoạn đầu phát hành có thể được bỏ qua để đưa tựa game đến tay người chơi nhanh hơn, bất chấp rằng các lỗi trong trò chơi có thể xảy ra nhưng sẽ được khắc phục trong các bản cập nhật tiếp theo. Ngoài ra, các trò chơi được phát triển dưới dạng dịch vụ thường được thúc đẩy bởi phản hồi của người chơi hơn, do đó, các phiên bản ban đầu của trò chơi có thể được xem như là nền tảng để xây dựng game dựa trên cộng đồng của trò chơi. Điều này có thể rút ngắn hơn nữa chu kỳ phát triển ban đầu của trò chơi. Tuy nhiên, mô hình GaaS tăng cường nỗ lực phát triển tổng thể vì thường có hai hoặc nhiều do nhiều dòng tuyến hỗ trợ một trò chơi; một đang làm việc để hỗ trợ bản phát hành hiện có và những người khác đang làm việc với nội dung trong tương lai sẽ được thêm vào trò chơi.
Mặc dù mô hình GaaS nhằm mục đích mở rộng doanh thu, nhưng mô hình này cũng nhằm mục đích loại bỏ các vấn đề pháp lý liên quan đến giấy phép phần mềm, cụ thể là khái niệm quyền sở hữu phần mềm so với giấy phép. Án lệ đối với trò chơi điện tử vẫn chưa rõ ràng rằng liệu các sản phẩm bán lẻ và trò chơi vật lý có đủ điều kiện để xem là một hàng hóa hoặc một dịch vụ hay không. Nhưng nếu được coi là một loại hàng hóa, người mua sẽ có một số quyền, đặc biệt là những quyền liên quan đến đạo luật bán đầu tiên cho phép họ bán lại hoặc trao đổi các trò chơi này, điều này sau đó có thể ảnh hưởng đến doanh thu bán hàng cho nhà xuất bản. Ngành công nghiệp trò chơi thường coi rằng các trò chơi vật lý là một dịch vụ, được thực thi thông qua các thỏa thuận cấp phép người dùng cuối (EULA) nhằm cố gắng hạn chế các hoạt động sau bán hàng, nhưng những điều này thường không được thực thi vì chúng ảnh hưởng đến quyền của người tiêu dùng, dẫn đến sự nhầm lẫn trong lĩnh vực này. Thay vào đó, bằng cách chuyển đổi sang mô hình GaaS, trong đó có một dịch vụ cụ thể được cung cấp, nhà xuất bản và nhà phát triển có thể xác định rõ ràng tác phẩm của họ là dịch vụ chứ không phải hàng hóa. Điều này cũng giúp các nhà xuất bản có thêm kiểm soát về việc sử dụng phần mềm và các hoạt động người dùng có thể thực hiện thông qua EULA có hiệu lực thi hành, chẳng hạn như ngăn chặn các vụ kiện tập thể.
Mô hình GaaS có thể giảm việc sao chép trái phép. Một số trò chơi cũng có thể được lưu trữ trên máy chủ đám mây, loại bỏ yêu cầu cài đặt trên máy tính và máy chơi game của người chơi.

## Tác động
Công ty phân tích ngành Digital River ước tính rằng vào năm 2016  , 25% doanh thu của trò chơi trên máy tính cá nhân là kết quả từ dạng này hay dạng khác của GaaS. Công ty lập luận rằng điều này phản ánh là do người tiêu dùng mong muốn có được nhiều hơn từ các trò chơi được bán ở mức ở mức giá đầy đủ (60 đô la Mỹ tại thời điểm báo cáo được viết) hoặc họ sẽ tìm kiếm các khoản giảm giá, do đó làm cho thị trường chín muồi để kiếm tiền sau khi phát hành. Một số nhà xuất bản lớn, bao gồm Square Enix, Ubisoft và Electronic Arts đã xác định GaaS là trọng tâm quan trọng trong các dòng sản phẩm của họ vào năm 2017, trong khi những nhà xuất bản khác như Activision Blizzard và Take-Two Interactive nhận ra tầm quan trọng của việc hỗ trợ sau khi phát hành trò chơi dựa vào năng lực tài chính của họ. GaaS cũng được coi là con đường phát triển cho các trò chơi điện tử độc lập, thường có cơ sở phát hành tiềm năng và rộng hơn (trên máy tính, bảng điều khiển và thiết bị di động) để có thể thu được doanh thu dịch vụ từ đó.
Một nghiên cứu của DFC Intelligence vào năm 2018 cho thấy giá trị của Electronic Arts đã tăng từ 4 tỉ đô la Mỹ lên 33 tỷ đô la kể từ năm 2012, trong khi Activision Blizzard chứng kiến giá trị của nó tăng từ 20 tỷ đô la lên 60 tỷ đô la trong cùng thời kỳ, cả hai công ti đạt được mức tăng này một phần là do việc sử dụng của mô hình GaaS trong danh mục trò chơi của họ. Electronic Arts đã kiếm được 2 tỷ đô la từ các giao dịch GaaS vào năm 2018.